# Голубцов, Александр Петрович
Алекса́ндр Петро́вич Голубцо́в (20 ноября [2 декабря] 1860, Ильинский погост, Галичский уезд, Костромская губерния — 4 [17] июля 1911, Сергиев Посад) — русский богослов, профессор Московской духовной академии. Дважды награждался Макариевской премией.

## Биография
Родился в семье бедного сельского священника Петра Александровича Голубцова и его супруги Анны Елисеевны.
Окончил Галичское духовное училище, Костромскую духовную семинарию (1882, вторым в выпуске) и Московскую духовную академию со степенью кандидата богословия (1886; первым магистрантом).
В 1886—1887 гг. — профессорский стипендиат по кафедре церковной археологии и литургики Московской духовной академии. Магистр богословия (1891; тема диссертации: «Прения о вере, вызванные делом королевича Вальдемара и царевны Ирины Михайловны»).

### Преподаватель и учёный
С 1887 года — исправлял должность доцента по кафедре церковной археологии и литургики Московской духовной академии. Магистерская диссертация Голубцова, посвящённая полемике о вере между православными и протестантами в XVII веке, заслужила позитивную оценку профессора Василия Ключевского, который написал в своём отзыве, что «магистрант не только впервые в одной работе охватил все стороны этого исторического эпизода, но и тщательно проанализировал все материалы, имевшиеся в различных Российских книгохранилищах». Эта работа была удостоена Святейшим Синодом премии митрополита Макария.

С 1891 года в течение 20 лет был заведующим Церковно-археологическим музеем Московской духовной академии. С 1892 года — доцент академии по кафедре церковной археологии и литургики. Одновременно, в 1893—1896 годах преподавал в академии французский язык. С 1896 года — экстраординарный профессор, с 1907 года — ординарный профессор академии. Курс лекций в академии был посмертно издан его сыном Иваном в 1918 году в двух частях под названием «Из чтений по церковной археологии и литургике». Выпускник академии священник Павел Салагор так отзывался о лекциях профессора Голубцова: 

На его лекциях по археологии живой вставала седая старина. Все облекалось в плоть и кровь. В аудитории как-то непроизвольно устанавливалась атмосфера того исторического периода, памятник которого был в данную минуту предметом объяснения профессора. Благодаря тому, что в Академии была своя электрическая станция, Александр Петрович сопровождал свои лекции световыми картинами.

Также с 1898 года Голубцов преподавал  в Московском училище живописи, ваяния и зодчества.
С 1907 года — доктор богословия. Докторская диссертация Александра Голубцова «Соборные чиновники и особенности службы по ним» была посвящена письменно зафиксированным особенностям чинопоследований соборных служб, на которых оказали влияние как Студийский и Иерусалимский богослужебные уставы, так и характер служб в храме Софии Константинопольской и другие источники. Подготовил к печати и опубликовал «чиновники» Новгородского Софийского (1899), Холмогорского Преображенского (1903), Нижегородского Преображенского (1905) и Московского Успенского (1908) соборов.
Скоропостижно скончался от инфаркта миокарда. Похоронен на Всехсвятском кладбище Сергиева Посада.

В биографической статье о Голубцове, опубликованной вскоре после его смерти, говорилось: 

Строгий в отношении к другим, Голубцов ещё строже был к себе. Это сказалось и на его ученых работах. Осторожный в выводах, прекрасный знаток рукописного материала своей науки, он брал для изучения и освещения скромные темы, но доводил работу над ними до исчерпывающих пределов. При этом заключения его часто поражали блеском и глубиной. В самый день смерти он формулировал оригинальный, замечательно тонкий взгляд на происхождение иконостасов в наших храмах. Но эти находки Голубцова часто становились вразрез с идиллическими господствующими объяснениями нашей обрядности и вызывали вверху недружелюбную оценку. Голубцов умер во цвете лет и таланта. Не подлежит сомнению, что неурядицы в московской академии сократили жизнь этого редкого ученого и человека.

### Общественная позиция
Придерживаясь умеренно-консервативных политических взглядов, выступал в защиту академических свобод, в связи с чем вошёл в конфликт с руководством академии в лице ректора епископа Феодора (Поздеевского). Активно поддерживал предложение избрать либерального профессора Илью Громогласова на кафедру церковного права, которое было «провалено» крайними консерваторами. Выступал против вытеснения из академии профессора В. О. Ключевского, за что вместе с другими преподавателями получил порицание от Святейшего Синода.

## Труды
Автор научных работ по церковной истории, церковной археологии и литургике, в том числе:
- Об обрядовой стороне таинства Елеосвящения: (Пробная лекция) // Прибавления к изданию творений Святых отцов в русском переводе за 1888 год. — М., 1888. — Ч. 42. Кн. 3. — С. 113—130.
- О путешествиях древних христиан и наших старинных паломников в Святую Землю, Рим и Царьград // Богословский вестник. Сергиев Посад, 1894. — Т. 2. № 3. — С. 446—462. Часть 1
- О путешествиях древних христиан и наших старинных паломников в Святую Землю, Рим и Царьград // Богословский вестник. Сергиев Посад, 1894. Т. 2. № 4. — С. 63—88. Часть 2
- Вступление на патриаршество и поучение к пастве Иосифа, патриарха Московского // «Прибавления к творениям святых отцов», 1888.
- Из истории изображения креста // «Прибавления к творениям святых отцов», 1889.
- Прения о вере, вызванные делом королевича Вальдемара и царевны Ирины Михайловны. — М., 1891.
- Памятники прений о вере. — М., 1892.
- Молитвенные храмины и открытые христианские храмы первых трех веков // Богословский вестник. Сергиев Посад, 1896. — Т. 1. — № 3. — С. 351—369.
- Из истории древнерусской иконописи. — М., 1897.
- Места молитвенных собраний христиан I—III веков. — Сергиев Посад, 1898.
- Чиновник Новгородского Софийского собора. — Москва: Унив. тип., 1899
- Чиновники Холмогорского Преображенского собора. — Москва: Имп. О-во истории и древностей рос. при Моск. ун-те, 1903
- Из христианской иконографии. — Сергиев Посад, 1903.
- Соборные чиновники и особенности службы по ним. — Москва, 1907.
- Чиновники Московского Успенского собора и выходы патриарха Никона. — Москва: Синод. тип., 1908. — 312 с.
- Сборник статей по литургике и церковной археологии. — Сергиев Посад, 1911.
- Литургия в первые века христианства (из лекций) // Богословский вестник. — 1913. — № 7-8, 10, 12.
- Историческое объяснение обрядов литургии (из лекций) // Богословский вестник. — 1915. — № 7-8,
- Из чтений по церковной археологии и литургике. — СПб., 1917

## Семья
Жена — Ольга Сергеевна, урождённая Смирнова, младшая дочь ректора Московской духовной академии, протоиерея Сергея Константиновича Смирнова. Они обвенчались в 1886 году.
Дети:
- Иван (1887—1966) — доктор исторических наук;
- Мария (1888—1925) — историк, научный сотрудник Исторического музея;
- Сергей (1893—1930) — доктор исторических наук;
- Пётр (1895—1917), студент Московской духовной академии;
- Наталия, в монашестве Сергия (1896—1977);
- Анна (1898—1943);
- Николай (1900—1963), священник.
- Алексей (1904—1978), инженер (сын Алексея Сергей);
- Павел, в монашестве Сергий (1906—1982), художник-реставратор, архиепископ Новгородский и Старорусский;
- Серафим (1908—1981), священник.